# Germania de Est
Germania de Est este un termen care este destul dificil de definit, ca teritoriu geografic. Frecvent, termenul poate fi interpretat ca sinonim pentru landurile fostei Republici Democrate Germane (RDG) sau ca teritoriul german la est de linia Lübeck–Wolfsburg–Erfurt–Nürnberg–München. Înainte de 1945 d.C., acest termen era destul de rar folosit, termenele folosite mai frecvent pentru regiunile Germaniei fiind "Germania de Nord" și "Germania de Sud", iar prin "Germania de Est" se subînțelegea regiunea situată la est de Elba sau Odra, numită și "Germania Slavică". 
După cel de Al Doilea Război Mondial și împărțirea Germaniei în anumite zone de ocupație de Aliați în 1949, au luat naștere cele două state germane, RFG și RDG. Germania de Est, fiind sinonimă cu zona de ocupație sovietică și apoi, cu teritoriul ocupat de RDG, cuprindea landurile: Mecklenburg-Pomerania de Vest, Brandenburg, Saxonia-Anhalt, Saxonia, Turingia și Berlinul de Est. După reunificarea Germaniei în 1990, prin Germania de Est sau "Noile Landuri Germane" se subînțelege fostul teritoriu al RDG-ului.